# Fatusene
Fatusene is een bestuurslaag in het regentschap Timor Tengah Utara van de provincie Oost-Nusa Tenggara, Indonesië. Fatusene telt 410 inwoners (volkstelling 2010).